# فیلیپ سی کینان
فیلیپ سی کینان (فیلیپ چایلدز کینان) (انگلیسی: Philip Childs Keenan; ۳۱ مارس ۱۹۰۸ – ۲۰ آوریل ۲۰۰۰) دانشمند و اخترشناس اهل ایالات متحده آمریکا بود.
کینان یک طیف‌نگار آمریکایی بود که با ویلیام ویلسون مورگان و ادیت کلمن (۱۹۱۱–۲۰۰۷) برای توسعهٔ سیستم طبقه‌بندی طیفی ستاره‌ای رده‌بندی (MKK) یا رده‌بندی یرکس بین سال‌های ۱۹۳۹ و ۱۹۴۳ همکاری کرد. این سیستم طبقه‌بندی دو بعدی (دما و درخشندگی) توسط مورگان بیشتر مورد بازبینی قرار گرفت. از سال ۱۹۷۳ سیستم MK بخ‌عنوان سیستم طبقه‌بندی طیفی استاندارد ستاره‌ای قرار گرفت که تا امروز همچنان توسط اخترشناسان استفاده می‌شود.
در طول این همکاری طولانی آنها، کینان تمایل داشت تحقیقات خود را بر روی ستارگان سردتر از خورشید متمرکز کند، در حالی که مورگان بر ستارگان داغ‌تر تأکید داشت. کینان کار طولانی و پرباری داشت و آخرین مقاله علمی خود را در سال ۱۹۹۹، هفتاد سال پس از نخستین مقالهٔ علمی خود منتشر کرد.

## افتخارات
- سیارک ۱۰۰۳۰ فیلیپ سی کینان